# 久下時重
久下 時重（くげ ときしげ、｛永仁5年1297年〜正平 8年/観応5年1354年｝は、鎌倉時代末期の武士。通称は弥三郎。玉巻城主。久下重継の嫡男。弟に中村長重、新屋長之。子に貞重、池谷頼直、中村重基、幸興、岡本基行がいる。
元弘3年（1333年）、足利尊氏が丹波篠村八幡宮で鎌倉幕府へ反旗を翻し挙兵すると、時重は250騎を率いて真っ先に馳せ参じる。（「太平記 巻九 足利殿着御篠村則国人馳参事」）
幕府滅亡、建武の新政を経て、南北朝の動乱が勃発した際も、時重は尊氏に属し北朝方として行動する。時重は建武3年（1336年）1月8日、法華山寺に布陣し、西北の山陰道方面の守りを担う南朝方の二条師基を打ち破り大枝山を占拠するも、新田一族の江田行義勢の攻撃を受け撤退した。
同年1月30日、尊氏が北畠顕家や楠木正成、新田義貞勢に敗北し篠村八幡宮に撤退し味方の敗残兵を集めた際、時重も駆け付け警固を行う。正平6年/観応2年（1351年）、弟・足利直義と対立した尊氏が足利義詮と共に丹波へ逃れた際も、時重は良く警固した。尊氏が義詮を留めて、九州へ下向するため播磨へ向かった後は、義詮を井原庄石龕寺で護りその危難を払っている。
これらの功により時重は、井原荘牧山村や沼貫庄佐野村の地頭職を与えられた。
その後正平 8年/観応5年(1354年)死没。

## 逸話
『太平記』によると、足利尊氏が篠村八幡宮で鎌倉幕府打倒を目指し挙兵した際、時重は250騎を率い一番に馳せ参じた。時重の旗印に「一番」とあるのを訝しんだ尊氏が由来を尋ねると控えていた高師直が、「源頼朝が挙兵した際、久下重光が一番に馳せ参じた。頼朝は、もし天下を取ったならば一番に恩賞を与えよう と「一番」の文字を書いて与え、それを家紋としたのである」と答えた。尊氏は吉例であると喜んだとされる。